# Celestynów (powiat Otwocki)
Celestynów is een dorp in het Poolse woiwodschap Mazovië, in het district Otwocki. De plaats maakt deel uit van de gemeente Celestynów en telt 4000 inwoners.